# Nunzio Montanari
Nunzio Montanari (* 25. März 1915 in Modena; † 18. März 1993 in Bozen) war ein italienischer Pianist und Komponist.

## Leben und Wirken
Nunzio Montanari war der Sohn von Guido Montanari, Chorleiter und Lehrer an der Musikhochschule von Modena. Nunzio Montanari studierte Klavier in seiner Heimatstadt bei Raffaele Salviati und Komposition am Conservatorio Giovanni Battista Martini in Bologna bei Cesare Nordio und Guido Spagnoli. 1934 machte er sein Klavier- und 1936 sein Kompositionsdiplom. Anschließend setzte er sein Klavierstudium in Bologna bei Nino Rossi und in Rom an der Accademia Nazionale di Santa Cecilia bei Alfredo Casella fort. Er besuchte auch Sommerkurse an der Accademia Musicale Chigiana in Siena.
Er begann sofort eine Solokarriere, wurde 1933 bei den nationalen Wettbewerben von Rom und Genua ausgezeichnet und spielte als Solist unter der Leitung von Dirigenten wie Carlo Maria Giulini und Fernando Previtali. Daneben spielte er Kammermusik und begleitete Sänger.
Von 1939 an war er über 40 Jahre (bis 1980) als Hauptklavierlehrer am Konservatorium „Claudio Monteverdi“ Bozen tätig. Unter seinen Schülern waren Bruno Mezzena, Andrea Bonatta und Hubert Stuppner.
Ab 1951 widmete Montanari den größten Teil seiner Tätigkeit dem Kammermusikrepertoire. Schon 1946 gründete er zusammen mit den Geigern Giannino Carpi und Antonio Valisi (ehemalige Mitglieder des Quartetto Poltronieri) das Trio di Bolzano, das bis 1978 aktiv war. Das Ensemble machte eine erfolgreiche internationale Karriere, insbesondere nachdem der mit seiner Orchesterkarriere beschäftigte Antonio Valisi 1953 durch Sante Amadori ersetzt worden war: Es gab Konzerte in ganz Italien und der Welt (Wigmore Hall und Victoria and Albert Museum in London, Salle Gaveau in Paris, Carnegie Hall in New York, Sydney Town Hall, Concertgebouw in Amsterdam, Palais des Beaux-Arts de Bruxelles, Bombay, Ankara) und nahm bedeutende Werke der Trio-Literatur auf (Schumann, Ravel, Schostakowitsch, Mozart, Chausson, Dvořák, Smetana, Stradella, Francesco Paolo Neglia usw.).
Montanari trat auch im Sextett mit dem Bläserquintett auf, das aus den ersten Teilen des Haydn-Orchesters von Bozen und Trient zusammengesetzt war, sowie mit dem Flötisten Luigi Palmisano und dem Geiger Sirio Piovesan und arbeitete mit dem Trio di Trieste zusammen, um den rekonvaleszenten Dario De Rosa auf einer Tournee von etwa 40 Konzerten zu ersetzen.
Als wichtige Figur im italienischen Klavierunterricht des letzten Jahrhunderts gab er mit Gian Luigi Dardo und Bruno Mezzena verschiedene Ausgaben und Überarbeitungen von Klavierwerken für den Bèrben Verlag (Ancona) heraus. Er war Autor verschiedener Methoden zum Erlernen und Lehren des Klaviers, auch in Zusammenarbeit mit seiner Tochter Adriana Montanari, Pianistin und ebenfalls Lehrerin am Konservatorium von Bozen.
Parallel zu seiner Klavierkarriere widmete er sich der Komposition, hauptsächlich von Klavier- und Kammermusikstücken. Er komponierte auch zahlreiche Berglieder für Chor, eine Leidenschaft, die er mit seinem Kollegen und Freund Arturo Benedetti Michelangeli teilte.

## Werke (Auswahl)

### Für Orchester
- La secchia rapita (1938), Ouvertüre für Orchester
- 6 Studi per archi (1960)
- Concerto breve (1969) für Klavier und Streicher mit Solotrompete

### Für Klavier
- 4 Bozzetti (1964)
- 9 Piccoli pezzi (1983)
- Snoopy Suite (1983)

### Kammermusik
- 5 Invenzioni (1965) für Bläserquartett
- La morte der gatto (1967) für Sopran, Klarinette und Klavier nach einem Text von Trilussa
- Introduzione e Marcetta (1968) für 6 Flöten
- 24 Momenti musicali (1979) für Flöte und Klavier

## Diskographie
- 1946 – Neglia: Idillio op. 42, Trio op. 52 – Trio di Bolzano (La Voce del Padrone)
- 1953 – Stradella: 6 Triosonaten – Trio di Bolzano (Vox Records)
- 1954 – Clementi: 6 Klaviertrios – Trio di Bolzano (Philips)
- 1955 – Mendelssohn: Klaviertrios (darunter Nr. 1 und Nr. 2) – Trio di Bolzano (Vox Records)
- 1955 – Franck: Klaviertrio op. 1 Nr. 1; Chausson: Klaviertrio – Trio di Bolzano (Vox Records)
- 1956 – Dvořák: Piano Trio Nr. 4 „Dumky“; Smetana: Klaviertrio – Trio di Bolzano (Vox Records)
- 1956 – Schumann: Klaviertrios Nr. 1 und 3 – Trio di Bolzano (Vox Records)
- 1956 – Schumann: Klaviertrio Nr. 2; Chopin: Klaviertrio – Trio di Bolzano (Vox Records)
- 1958 – Mozart: Piano Trios – Trio di Bolzano, Eugenio Brunoni[8] (Vox Records)
- 1963 – Ravel: Klaviertrio; Schostakowitsch: Klaviertrio Nr. 2 – Trio di Bolzano (His Master’s Voice)
- 1964 – Stradella: 3 Sinfonias; Clementi: 3 Trios – Trio di Bolzano (Westminster Records)
- 1964 – Pizzetti: Klaviertrio; Ghedini: 7 Ricercari – Trio di Bolzano (Music Guild Records)

## Ehrungen
- 1980: Cavaliere della Repubblica, auf Vorschlag des Staatspräsidenten Sandro Pertini
- 1970: Silbermedaille für die Verdienste für Schule, Kultur und Kunst[9]

## Publikationen
- mit Gian Luigi Dardo (Mitarbeit: Adriana Montanari): Mani sull’avorio (storia, tecnica, didattica, letteratura e manutenzione del pianoforte). Bd. 1: Dinamica e breve storia del pianoforte. 1987. Bd. 2: Tecnica e sua estetica. 1988. Bd. 3: Didattica. 1989. Bd. 4: Letteratura e biblioteca del pianista. 1992. Bd. 5: Forme musicali pianistiche. 1995. Bd. 6: Manutenzione e appendice. 1997. Bèrben, Ancona 1987–1997.[10]